# Traité Fernández-Facio
Le traité Facio-Fernández, officiellement nommé "Tratado sobre delimitación de áreas marinas y submarinas y cooperación marítima", est signé le 17 mars 1977 entre la Colombie et le Costa Rica. 

## Description
Le traité Facio-Fernández délimite la frontière entre les deux pays en mer des Caraïbes.
Il est ratifié par le Congrès de la République de Colombie via la Loi N° 8 de 1978. Il n'a pas encore été approuvé par l'assemblée législative du Costa Rica
.